# Luis Borges
Luis Borges ist ein ehemaliger brasilianischer Squashspieler.

## Karriere
Luis Borges spielte hauptsächlich in den 1990er-Jahren auf der PSA World Tour. Mit der brasilianischen Nationalmannschaft nahm er 1993 an der Weltmeisterschaft teil und gewann dort drei seiner fünf Partien. Er vertrat Brasilien außerdem bei den Panamerikanischen Spielen 1995 in Mar del Plata und 1999 in Winnipeg sowie beim World Cup 1996 in Petaling Jaya. Dabei gewann er mit der Mannschaft 1995 die Bronzemedaille und 1999 Silber. Nachdem Borges 1992 bei der Panamerikameisterschaft noch im Halbfinale gegen Sabir Butt unterlegen war, erreichte er zwei Jahre darauf das Endspiel. In diesem verlor er gegen Jamie Crombie in vier Sätzen.

## Erfolge
- Vize-Panamerikameister: 1994
- Panamerikanische Spiele: 1 × Silber (Mannschaft 1999), 1 × Bronze (Mannschaft 1995)